# Andreas Bareiss
Andreas Bareiss, auch Andreas Bareiß (* 1960) ist ein deutscher Filmproduzent.
Andreas Bareiss ist seit Anfang der 1980er Jahre als Filmproduzent tätig. 1994 gründete er mit Gloria Burkert und Peter Herrmann die Firma Medien & Television München. Er wirkte bei über 80 Produktionen mit. Seit Juli 2018 ist Bareiss als Senior Executive Producer für die deutsche Gaumont  tätig, wo er u. a. die Netflix-Serie The Barbarians produziert.

## Filmografie (Auswahl)
- 1994: Polizeiruf 110: Gespenster
- 1995: Tatort: Frau Bu lacht
- 1995: Honigmond
- 2002: Der Felsen
- 2002: Epsteins Nacht
- 2006: Polizeiruf 110: Er sollte tot
- 2006: Das wahre Leben
- 2009: Ayla
- 2009: Tierisch verliebt
- 2009: Tatort: Schweinegeld
- 2009: Polizeiruf 110: Endspiel
- 2010: Der Mann der über Autos sprang
- 2010: Die Wanderhure
- 2011: Tatort: Ein ganz normaler Fall
- 2011: Das unsichtbare Mädchen
- 2012: Heiraten ist auch keine Lösung
- 2012: Die Rache der Wanderhure
- 2012: Das Vermächtnis der Wanderhure
- 2013: Und morgen Mittag bin ich tot
- 2013: Heute bin ich blond
- 2013: Die verbotene Frau
- 2014: Das Lächeln der Frauen
- 2016: Dora Heldt: Wind aus West mit starken Böen
- 2017: Die Ketzerbraut
- 2018: Amokspiel
- 2018: Julia Durant ermittelt – Jung, blond, tot
- 2019: Julia Durant ermittelt – Kaltes Blut
- 2019: Julia Durant ermittelt – Mörderische Tage
- 2020: Barbaren (Fernsehserie)
- 2021: Westwall (Fernsehserie)
- 2022: Die Wespe (Fernsehserie)